# Rio São Mateus (Santa Catarina)
O rio São Mateus é um rio brasileiro do estado de Santa Catarina. 